# Ramnes
Ramnes foi uma comuna do condado de Vestfold, Noruega. Em 1 de Janeiro de 2002, ela foi unida à comuna de Våle, formando a atual comuna de Re. Em 1 de janeiro de 2000 possuía uma população estimada de 3.717 habitantes.